# Santa Margherita di Belice (vino)
Santa Margherita di Belice è una DOC istituita con decreto del 09/01/96 pubblicato sulla gazzetta ufficiale 15/01/96 n 11..
Comprende vini prodotti nei comuni di Santa Margherita di Belice e Montevago Terme in provincia di Agrigento.

## I vini della DOC
- Santa Margherita di Belice bianco
- Santa Margherita di Belice Catarratto
- Santa Margherita di Belice Grecanico
- Santa Margherita di Belice Ansonica
- Santa Margherita di Belice rosso
- Santa Margherita di Belice Nero d'Avola
- Santa Margherita di Belice Sangiovese

## Tecniche di produzione
I nuovi impianti ed i reimpianti dovranno essere allevati ad alberello o a controspalliera ed avere una densità di 2.800 ceppi/ettaro per i vitigni a controspalliera e di 2.700 ceppi/ettaro per quelli ad alberello.
È vietata ogni pratica di forzatura, ma consentita l'irrigazione di soccorso.
Tutte le operazioni di vinificazione debbono essere effettuate nella zona DOC, ma sono ammesse eccezioni per i comuni limitrofi.